# Fat Lip
Fat Lip (англ. розпухла губа) — перший сингл гурту Sum 41 з першого студійного альбому All Killer No Filler. Літом 2001 року він очолював чарти Billboard Modern Rock, MTV Total Request Live та MuchMusic MuchMusic Countdown, став найуспішнішим синглом в історії гурту.

## Деталі синглу
Виконують пісню Деррік Уіблі, Стів Джокс та Дейв Бекш. Спочатку пісня мала називатись не «Fat Lip», а «Punk Hop» через змішання в ній багатьох стилів. На обкладинці зображений хлопчик з розпухлою губою. Хлопчика звати Чарлі Уайт. Журнал Rolling Stone описав звук пісні як: «…як би Sum 41 в одній пісні перетворились з Blink-182 в Beastie Boys, а потім в Black Sabbath». Після того, як з гурту пішов Дейв Бекш, його вокальні партії на концертах виконує Джейсон МакКеслін.

## Pain For Pleasure
В кліпі на пісню в самому кінці йде окреме відео, в якому Sum 41 співають пісню Pain For Pleasure з того ж альбому. В цьому відео учасники гурту одягнені в стилі музикантів хеві-металу 80-х років. На початку кліпу гурт співає частину пісні «What We're All About» без музичного супроводу.

## Пісня в масовій культурі
Пісня «Fat Lip» звучить в іграх NHL 2002, Guitar Hero 2, GuitarFreaks V4, DrumMania V4 та в фільмі Американський пиріг 2, а також в кінці одного епізоду серіалу Таємниці Смолвіля.

## Список пісень
1. «Fat Lip» (3:04)
2. «Makes No Difference» (3:12)
3. «What I Believe» (2:52)
4. «Machine Gun» (2:30)

## Виконавці
- Деррік «Bizzy D» Уіблі — гітара, вокал
- Дейв «Brownsound» Бекш (Dave Baksh) — вокал, гітара, бек-вокал
- Джейсон «Cone» МакКеслін — бас-гітара, бек-вокал
- Стів «Stevo32» Джокс — ударні, бек-вокал

## Чарти
| Чарт (2001)                              | Пікова позиція |
| ---------------------------------------- | -------------- |
| Австралія (ARIA)                         | 58             |
| Австрія (Ö3 Austria Top 75)              | 21             |
| Бельгія (Ultratop Flanders)              | 41             |
| Німеччина (Media Control AG)             | 68             |
| Ireland (IRMA)                           | 16             |
| Italy (FIMI)                             | 41             |
| Нідерланди (Dutch Top 40)                | 38             |
| Швейцарія (Media Control AG)             | 51             |
| UK Singles (The Official Charts Company) | 8              |
| U.S. Billboard U.S. Modern Rock Tracks   | 1              |
| U.S. Billboard Hot 100                   | 66             |